# Samuele Longo
Samuele Longo (Valdobbiadene, 12 januari 1992) is een Italiaans voetballer die bij voorkeur als aanvaller speelt. Hij stroomde in 2011 door vanuit de jeugd van Internazionale. Dat verhuurde hem in augustus 2015 voor een seizoen aan Frosinone, dat daarbij een optie tot koop bedong.

## Clubcarrière
Internazionale haalde Longo op zeventienjarige leeftijd weg uit de jeugdopleiding van Treviso. Op 13 mei 2012 debuteerde hij op de laatste speeldag van het seizoen voor Inter in de hoofdmacht, tegen SS Lazio (1-2 verlies).

## Interlandcarrière
Longo kwam uit voor diverse Italiaanse jeugdelftallen. Hij debuteerde in 2012 in Italië -21.
1 Á. Fernández ·
2 Doumbia ·
3 Maffeo ·
4 Insua ·
5 Mosquera ·
6 Ramírez ·
7 Ferreiro ·
8 Eugeni ·
9 Mir ·
10 Gómez ·
11 Galán ·
12 Okazaki ·
14 Pulido  ·
15 Ontiveros ·
16 Luisinho ·
17 Rico ·
18 Siovas ·
19 López ·
20 Seoane ·
21 Carlos ·
22 Silva ·
23 Escriche ·
24 García ·
25 A. Fernández ·
26 Nwakali ·
30 Valera ·
Coach: Míchel